# كبشة بنت كعب بن مالك
كَبْشَة بنت كَعْب بن مَالِك الأنصارية السُّلَمِية، هي كَبْشَة بنت كَعْب بن مَالِك بن أَبِي كَعْب بن الْقَيْن بن كعب بن سَوَاد بن غَنْم بن كَعْب بن سَلِمة، وأمّها صفيّة من أهل اليمن.
تزوجت كبشة من أبو قتادة الأنصاري، وقيل عبد الله بن أبي قتادة، وذكر ابن سعد في «الطبقات الكبرى» أنّ الذي تزوَّجها هو ثابت بن أبي قتادة بن رِبْعِيّ الأنصاري من بني سَلِمة، فولدت له. قال ابْنُ حِبَّانَ: «لها صحبة»، وتبعه في ذلك المستغفريّ.
روت عن: أبي قتادة الأنصاري، وروت عنها: بنت أختها أم يحيى حميدة بنت عبيد بن رفاعة زوجة إسحاق بن عبد الله بن أبي طلحة.

## طالع أيضًا
- كعب بن مالك
- عبد الله بن كعب بن مالك
- عبيد الله بن كعب بن مالك
- معبد بن كعب بن مالك